# Beica de Jos
Beica de Jos (Hongaars: Alsóbölkény) is een comună in het district Mureş, Transsylvanië, Roemenië. Beica de Jos is opgebouwd uit zes dorpen, namelijk:
- Beica de Jos
- Beica de Sus
- Căcuciu
- Nadăşa
- Sânmihai de Pădure
- Şerbeni

## Zie ook

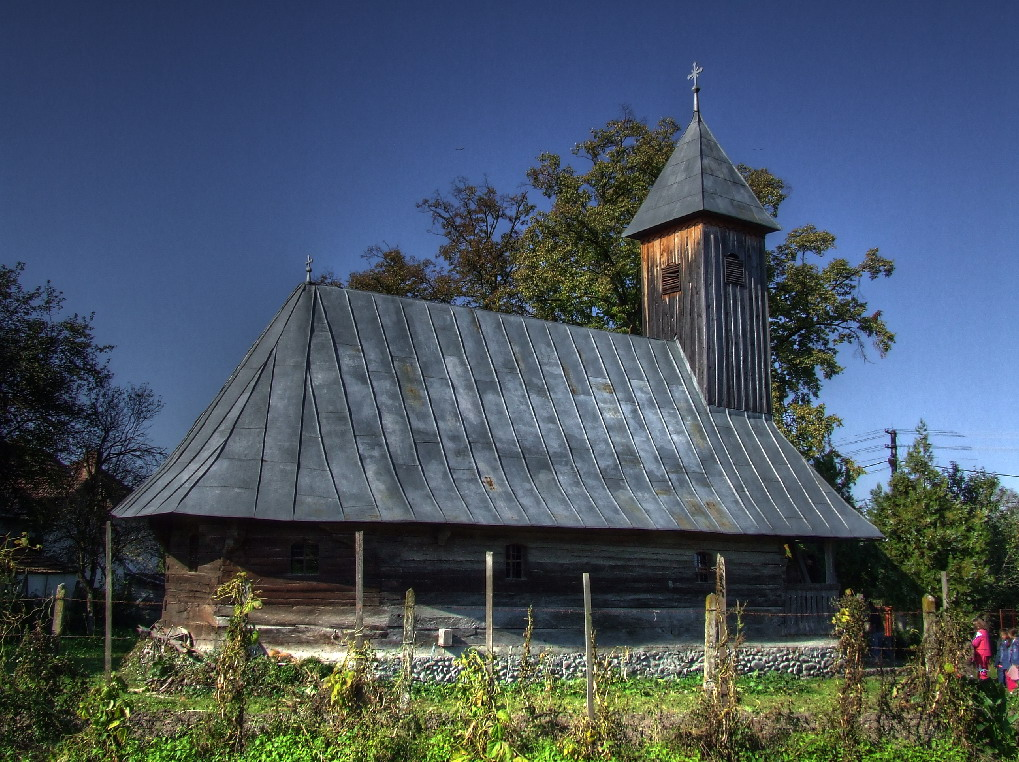
Houten kerk van Sint-Nicolaas in Beica de Jos